# Ischnocnema
Ischnocnema is een geslacht van kikkers uit de familie Brachycephalidae. De wetenschappelijke naam van het geslacht werd in 1862 gepubliceerd door Johannes Theodor Reinhardt en Christian Frederik Lütken. Er zijn 39 soorten. Alle soorten leven in delen van Zuid-Amerika: in de landen Brazilië en noordelijk Argentinië. Mogelijk komen enkele soorten voor tot in Paraguay.
Veel soorten zijn kikkerachtig en hebben een gladde huid met brede tenen. Dit in tegenstelling tot de vertegenwoordigers van het enige andere geslacht van de familie Brachycephalidae, de meer padachtige soorten uit het geslacht Brachycephalus.

## Soorten
Geslacht Ischnocnema
- Soort Ischnocnema abdita Canedo & Pimenta, 2010
- Soort Ischnocnema bocaina Taucce, Zaidan, Zaher & Garcia, 2019
- Soort Ischnocnema bolbodactyla (Lutz, 1925)
- Soort Ischnocnema colibri Taucce, Canedo, Parreiras, Drummond, Nogueira-Costa & Haddad, 2018
- Soort Ischnocnema concolor Targino, Costa & Carvalho-e-Silva, 2009
- Soort Ischnocnema crassa Silva-Soares, Ferreira, Ornellas, Zocca, Caramaschi & Cruz, 2021
- Soort Ischnocnema epipeda (Heyer, 1984)
- Soort Ischnocnema erythromera (Heyer, 1984)
- Soort Ischnocnema feioi Taucce, Canedo & Haddad, 2018
- Soort Ischnocnema garciai Taucce, Canedo & Haddad, 2018
- Soort Ischnocnema gehrti (Miranda-Ribeiro, 1926)
- Soort Ischnocnema gualteri (Lutz, 1974)
- Soort Ischnocnema guentheri (Steindachner, 1864)
- Soort Ischnocnema henselii (Peters, 1870)
- Soort Ischnocnema hoehnei (Lutz, 1958)
- Soort Ischnocnema holti (Cochran, 1948)
- Soort Ischnocnema izecksohni (Caramaschi & Kisteumacher, 1989)
- Soort Ischnocnema juipoca (Sazima & Cardoso, 1978)
- Soort Ischnocnema karst Canedo, Targino, Leite & Haddad, 2012
- Soort Ischnocnema lactea (Miranda-Ribeiro, 1923)
- Soort Ischnocnema manezinho (Garcia, 1996)
- Soort Ischnocnema melanopygia Targino, Costa & Carvalho-e-Silva, 2009
- Soort Ischnocnema nanahallux Brusquetti, Thome, Canedo, Condez & Haddad, 2013
- Soort Ischnocnema nasuta (Lutz, 1925)
- Soort Ischnocnema nigriventris (Lutz, 1925)
- Soort Ischnocnema octavioi (Bokermann, 1965)
- Soort Ischnocnema oea (Heyer, 1984)
- Soort Ischnocnema paranaensis (Langone & Segalla, 1996)
- Soort Ischnocnema parnaso Taucce, Canedo, Parreiras, Drummond, Nogueira-Costa & Haddad, 2018
- Soort Ischnocnema parva (Girard, 1853)
- Soort Ischnocnema penaxavantinho Giaretta, Toffoli & Oliveira, 2007
- Soort Ischnocnema pusilla (Bokermann, 1967)
- Soort Ischnocnema randorum (Heyer, 1985)
- Soort Ischnocnema sambaqui (Castanho & Haddad, 2000)
- Soort Ischnocnema spanios (Heyer, 1985)
- Soort Ischnocnema surda Canedo, Pimenta, Leite & Caramaschi, 2010
- Soort Ischnocnema venancioi (Lutz, 1958)
- Soort Ischnocnema verrucosa (Reinhardt & Lütken, 1862)
- Soort Ischnocnema vizottoi Martins & Haddad, 2010

Brachycephalus · Ischnocnema